# Caouënnec-Lanvézéac
Caouënnec-Lanvézéac (/ka.we.nɛk.lɑ̃.ve.zjak/ ; Kaouenneg-Lanvezeeg en breton) est une commune française située dans le département des Côtes-d'Armor, en région Bretagne.
L'actuelle commune résulte de la fusion des communes de Caouënnec et de Lanvézéac.

## Géographie
Caouënnec se situe dans le pays historique du Trégor dans le département des Côtes-d'Armor, dans la région Bretagne, en France.

### Communes limitrophes
| Lannion   | Rospez              | Rospez     |
| Tonquédec | Caouënnec-Lanvézéac | Quemperven |
| Tonquédec | Cavan               | Cavan      |

### Cadre géologique

Carte géologique du Massif armoricain, avec au nord-est le batholite mancellien et ses nombreux plutons de granite cadomien (Trégor, Lanhélin, Louvigné, Vire, Avranches…). Ce batholite dessine une ellipse de 150 km (d'Alençon à la Rance) sur 90 km (de Vitré à Vire).

Caouënnec est localisée à l'extrémité occidentale du domaine nord armoricain, dans le Massif armoricain qui est le résultat de trois chaînes de montagne successives. Le site géologique de Caouënnec se situe plus précisément au sud d'un bassin sédimentaire essentiellement briovérien et d'un important massif granitique cadomien, le batholite nord-trégorrois. Ce pluton fait partie d'un ensemble plus vaste, le batholite mancellien,.
L'histoire géologique de la région est marquée par la chaîne cadomienne. À la fin du Précambrien supérieur, les sédiments briovériens environnants sont fortement déformés, plissés et métamorphisés par le cycle cadomien, formant essentiellement des schistes. Cette chaîne montagneuse, qui devait culminer à environ 4 000 m, donne naissance à des massifs granitiques (dont le batholite côtier nord-trégorrois associé à un volcanisme d'arc insulaire et daté à 615 Ma),.

Dans le domaine continental, l'épaississement consécutif à l'orogenèse cadomienne, provoque la fusion crustale à l'origine de la mise en place des dômes anatectiques (migmatites de Guingamp et Saint-Malo à l'est de Plouaret) qui est datée entre 560 et 540 Ma.
L'orogenèse hercynienne s'accompagne d'un métamorphisme et d'un magmatisme qui se manifeste par un important plutonisme : le chapelet nord de granites rouges tardifs (ceinture batholitique de granites individualisée pour la première fois par le géologue Charles Barrois en 1909, formant de Flamanville à Ouessant un alignement de direction cadomienne, contrôlé par les grands accidents directionnels WSW-ENE, datés de 300 Ma, correspond à un magmatisme permien. Caouënnec est située bordure septentrionale du massif granitique de Plouaret qui est lié au fonctionnement du cisaillement nord-armoricain, fait partie de ce chapelet.
Le relief de la commune est ainsi caractérisé par des plateaux accidentés de cuvettes humides qui dérivent de la surface d'érosion éocène qui se retrouve sur ce massif granitique et tout le long de la côte bretonne. De ces plateaux se détachent une série de crêtes et de buttes alignées sur 9 km d'Ouest en Est, entre Ploubezre et Caouënnec-Lanvézéac. Il s'agit de bancs de quartzite paléozoïques très résistants. La majorité de ces crêtes culminant entre 100 et 110 m, sont des butte-témoins de la surface éocène.

### Hydrographie
Pour un article plus général, voir Réseau hydrographique des Côtes-d'Armor.
La commune est située dans le bassin Loire-Bretagne. Elle est drainée par le Guindy,.
Le Guindy, d'une longueur de 43 km, prend sa source dans la commune de Louargat et se jette  dans le Jaudy à Tréguier, après avoir traversé 16 communes. 

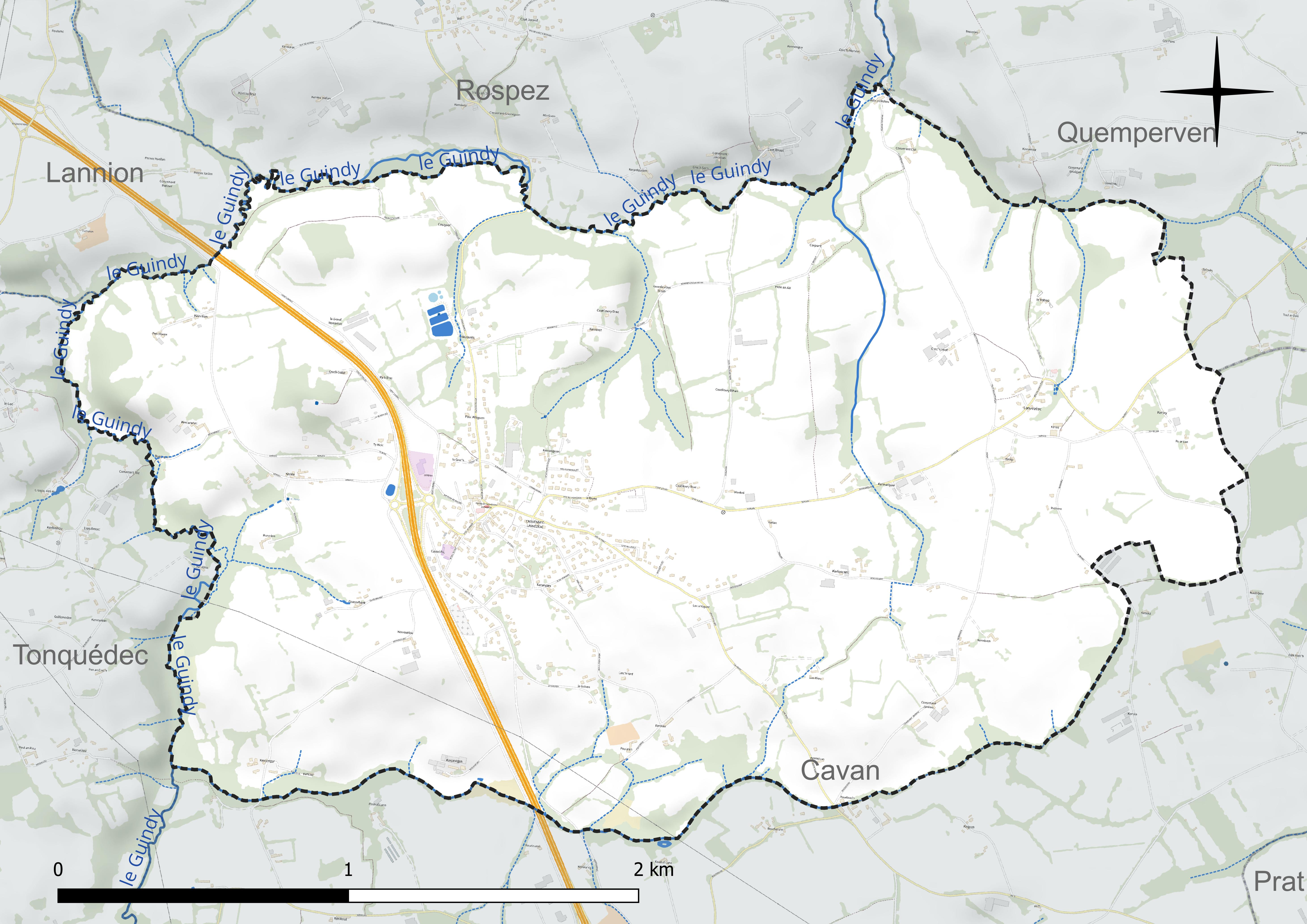
Réseau hydrographique de Caouënnec-Lanvézéac.

### Climat
Pour des articles plus généraux, voir Climat de la Bretagne et Climat des Côtes-d'Armor.
En 2010, le climat de la commune est de type climat océanique franc, selon une étude du CNRS s'appuyant sur une série de données couvrant la période 1971-2000. En 2020, Météo-France publie une typologie des climats de la France métropolitaine dans laquelle la commune est exposée à un climat océanique et est dans la région climatique  Finistère nord, caractérisée par une pluviométrie élevée, des températures douces en hiver (6 °C), fraîches en été et des vents forts. Parallèlement l'observatoire de l'environnement en Bretagne publie en 2020 un zonage climatique de la région Bretagne, s'appuyant sur des données de Météo-France de 2009. La commune est, selon ce zonage, dans la zone « Intérieur  », exposée à un climat médian, à dominante océanique.  
Pour la période 1971-2000, la température annuelle moyenne est de 11,2 °C, avec  une amplitude thermique annuelle de 10,1 °C. Le cumul annuel moyen de précipitations est de 936 mm, avec 14,9 jours de précipitations en janvier et 7,8 jours en juillet. Pour la période 1991-2020, la température moyenne annuelle observée sur la station météorologique la plus proche, située sur la commune de Lannion à 7 km à vol d'oiseau, est de 11,6 °C et le cumul annuel moyen de précipitations est de 929,5 mm,. Pour l'avenir, les paramètres climatiques de la commune estimés pour 2050 selon différents scénarios d’émission de gaz à effet de serre sont consultables sur un site dédié publié par Météo-France en novembre 2022.

## Urbanisme

### Typologie
Au 1er janvier 2024, Caouënnec-Lanvézéac est catégorisée bourg rural, selon la nouvelle grille communale de densité à 7 niveaux définie par l'Insee en 2022.
Elle est située hors unité urbaine. Par ailleurs la commune fait partie de l'aire d'attraction de Lannion, dont elle est une commune de la couronne,. Cette aire, qui regroupe 40 communes, est catégorisée dans les aires de 50 000 à moins de 200 000 habitants,.

### Occupation des sols
L'occupation des sols de la commune, telle qu'elle ressort de la base de données européenne d’occupation biophysique des sols Corine Land Cover (CLC), est marquée par l'importance des territoires agricoles (88,2 % en 2018), en diminution par rapport à 1990 (92,2 %). La répartition détaillée en 2018 est la suivante : 
zones agricoles hétérogènes (80,4 %), zones urbanisées (9,7 %), terres arables (7,7 %), forêts (2,1 %), prairies (0,2 %). L'évolution de l’occupation des sols de la commune et de ses infrastructures peut être observée sur les différentes représentations cartographiques du territoire : la carte de Cassini (XVIIIe siècle), la carte d'état-major (1820-1866) et les cartes ou photos aériennes de l'IGN pour la période actuelle (1950 à aujourd'hui).

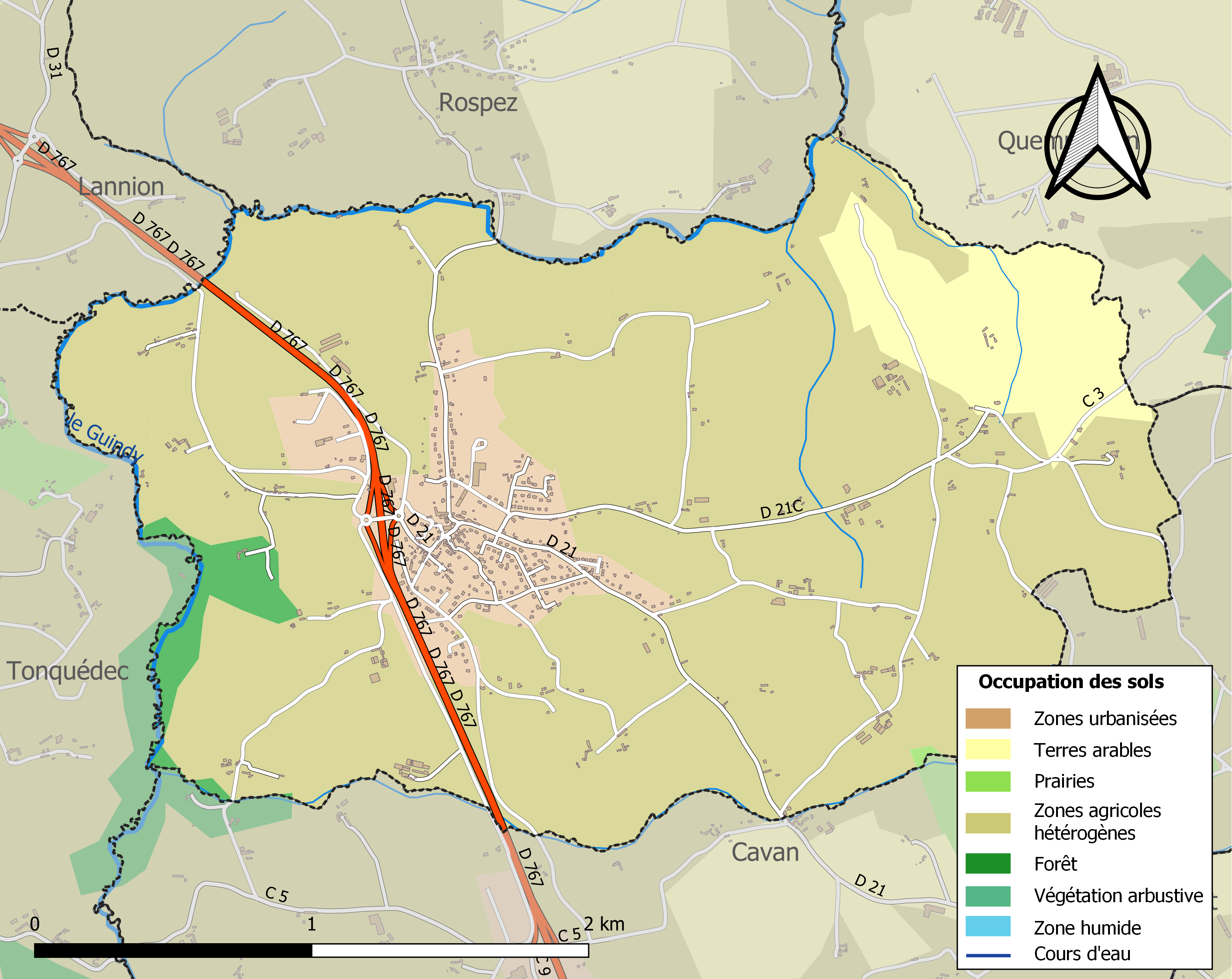
Carte des infrastructures et de l'occupation des sols de la commune en 2018 (CLC).

## Toponymie
Le nom de Caouënnec est attesté sous les formes de Cavoennec en 1330, de Cauhannec en 1464, du treff de Couhannec en 1476, de Couanec en 1477, Couhaunec en 1478, de Couhennec en 1515, de Cauhanec en 1543, de Cauhennec en 1614 et 1682.
Le nom de Caouënnec est dérivé de celui de sa paroisse mère Cavan. En breton, son toponyme peut-être compris comme « plein de chouettes » mais est plus probablement dérivé d'un anthroponyme (Garan / Saint-Haran).
Lanvézéac tire son origine de la paroisse du même nom dans le diocèse de Tréguier. Lanvézéac était une paroisse dès 1554.

## Histoire

### LeXXesiècle
Caouënnec-Lanvézéac est née de la fusion des communes de Caouënnec et Lanvézéac le 1er janvier 1975.

#### Les guerres duXXesiècle
Le monument aux morts porte les noms de 38 soldats morts pour la Patrie :
- 34 sont morts durant la Première Guerre mondiale ;
- 4 sont morts durant la Seconde Guerre mondiale.

## Politique et administration

### Liste des maires
| Période                                  | Période                   | Identité                                               | Étiquette | Qualité                                                                       |
| ---------------------------------------- | ------------------------- | ------------------------------------------------------ | --------- | ----------------------------------------------------------------------------- |
| Les données manquantes sont à compléter. |                           |                                                        |           |                                                                               |
| ca. 1935                                 |                           | M. Guyomard                                            |           |                                                                               |
| 1939                                     | mars 1959                 | Émile Cossic                                           |           |                                                                               |
| mars 1959                                | mars 1971                 | Marcel Cozannet                                        |           |                                                                               |
| mars 1971                                | juin 1974 (décès)         | Louis L'Hélias (1913-1974)                             |           |                                                                               |
| août 1974                                | mars 1983                 | François Le Caër (1920-2016)                           |           | Exploitant agricole, maire honoraire Élu maire de Caouënnec-Lanvézéac en 1975 |
| mars 1983                                | juin 1995                 | Jean L'Hélias                                          |           |                                                                               |
| juin 1995                                | mars 2014                 | Alain Touminet                                         | DVG       | Retraité de l'agroalimentaire, maire honoraire                                |
| mars 2014                                | En cours (au 31 mai 2020) | Jean-François Le Guével Réélu pour le mandat 2020-2026 | DVG       | Cadre, ancien premier adjoint                                                 |

| Période                                  | Période      | Identité                  | Étiquette | Qualité                                  |
| ---------------------------------------- | ------------ | ------------------------- | --------- | ---------------------------------------- |
| Les données manquantes sont à compléter. |              |                           |           |                                          |
| mars 1959                                | mars 1965    | André Le Noa              |           |                                          |
| mars 1965                                | janvier 1975 | Joseph Merrer (1934-2010) |           | Agriculteur Chevalier du Mérite agricole |

## Langue bretonne
L'adhésion à la charte Ya d'ar brezhoneg a été votée par le conseil municipal le 7 juillet 2006.

## Démographie
| 1793 | 1800 | 1806 | 1821 | 1831 | 1836 | 1841 | 1846 | 1851 |
| ---- | ---- | ---- | ---- | ---- | ---- | ---- | ---- | ---- |
| 533  | 395  | 520  | 525  | 583  | 618  | 673  | 679  | 710  |

| 1856 | 1861 | 1866 | 1872 | 1876 | 1881 | 1886 | 1891 | 1896 |
| ---- | ---- | ---- | ---- | ---- | ---- | ---- | ---- | ---- |
| 648  | 622  | 630  | 542  | 595  | 548  | 556  | 534  | 532  |

| 1901 | 1906 | 1911 | 1921 | 1926 | 1931 | 1936 | 1946 | 1954 |
| ---- | ---- | ---- | ---- | ---- | ---- | ---- | ---- | ---- |
| 505  | 516  | 496  | 471  | 440  | 409  | 384  | 379  | 382  |

| 1962 | 1968 | 1975 | 1982 | 1990 | 1999 | 2006 | 2008 | 2013 |
| ---- | ---- | ---- | ---- | ---- | ---- | ---- | ---- | ---- |
| 344  | 327  | 472  | 614  | 582  | 628  | 790  | 836  | 853  |

| 2018 | 2022 | - | - | - | - | - | - | - |
| ---- | ---- | - | - | - | - | - | - | - |
| 877  | 904  | - | - | - | - | - | - | - |

## Culture locale et patrimoine

### Lieux et monuments
- Église Notre-Dame de Caouënnec (1865).
- Église Saint-Ézéchiel de Lanvézéac.